# ハン・ソッキュ
ハン・ソッキュ（朝: 한 석규、韓 石圭、1964年11月3日 - ）は、韓国・ソウル特別市生まれの男優。趣味は釣り、ゴルフ。身長178cm、体重64kg。所属事務所はKM culture。

## 経歴
ソウル特別市にあるヨンムン高等学校卒業、東国大学校演劇映画科に入学、同大学学士。1993年のドラマ『パイロット』では、主演のチェ・スジョン、イ・ジェリョンとともにドラマの中心的な存在として活躍。この作品は3年後に福岡の民放テレビ局TXN九州（現・TVQ九州放送）が日本の民放初の韓国連続ドラマとして放送された。これをきっかけにして、ごく一部だが日本での知名度を上げていった。
1995年にユ・ヒョンモク監督の『ママと星とイソギンチャク』で映画デビュー。同年の『ドクター・ポン』で早くも主役を獲得した。同作が日本の三百人劇場で公開された際には、上映が終わった後に拍手が起こったという。1996年、カン・ジェギュ監督の『銀杏のベッド』に出演。1997年には『グリーンフィッシュ』での演技が認められ、第35回大鐘賞・第18回青龍賞などの韓国映画賞で主演男優賞を獲得。また同年には、チャン・ユニョン監督の『接続 ザ・コンタクト』に出演した。同作は1997年の韓国映画興行成績第1位。その後の韓国映画発展の起爆剤となった作品で、「接続シンドローム」という言葉も生み出された。1998年にはホ・ジノの初監督映画『八月のクリスマス』に出演。シム・ウナと共演した同作は、韓国だけではなく日本でも好評を博した。
1999年には、『銀杏のベッド』に続くカン・ジェギュ監督映画『シュリ』に出演。同作は、当時の韓国における最高興行記録を打ち立てる大ヒットとなった。ちなみに、この作品では固定給2億6千万ウォンの他、ソウル動員200万人を超えた結果10億ウォンの歩合給を受け取ることとなり、最終的には12億ウォン以上を手にし、当時の韓国の国内俳優歴代最高のギャラといわれた。1999年の第12回東京国際映画祭では同作が特別招待作品として上映され、上映前の舞台挨拶のため来日した。
同年、チャン・ユニョン監督の第2作『カル』に出演。『八月のクリスマス』に続きシム・ウナと共演したこの作品では初の刑事役を演じた。ちなみにこの映画のギャラは固定給3億ウォン+歩合給（2億ウォン程度）。この作品までは主演作を軒並みヒットさせ、一時期は「興行の保証手形」という異名も持っていた。だが、家族問題などで約2年間の休養をとってからの復帰第一作である2002年の『二重スパイ』では、過去最高のギャラを手にしたとも言われるが興行的には全く振るわず、その後はパッとしない状況が続き、「忘れられたスター」のイメージもあった。だが、その後も新世代監督との仕事を積極的にこなしており、独立系作品への出演が増えている。
1984年にMBC江辺歌謡祭奨励賞をとった経歴の持ち主でもあり、『八月のクリスマス』では、みずからエンディングのテーマソングを歌い、歌を披露している。また大学生時代の1988年には短編『虹を探して』を製作（シナリオも担当）した経験もある。出演作を決定する際はシナリオを最重要視することで知られており、その人気もあいまって「韓国映画界のあらゆるシナリオはハン・ソッキュを通過する」と言われていたこともあった。1998年からは、賞金の全額を彼が提供するマットンイ・シナリオ公募展を主催している。

## 出演作品

### 映画
- ママと星とイソギンチャク（1995年）
- ドクター・ポン（1995年）
- 銀杏のベッド（1996年）
- ナンバー・スリー No.3（1997年）
- グリーンフィッシュ（1997年）
- 接続 ザ・コンタクト（1997年）
- 八月のクリスマス（1998年）
- シュリ（1999年）
- カル（1999年）
- 二重スパイ（2002年）
- 塩人形（製作中止）（2004年）
- スカーレットレター（2004年）
- ユゴ 大統領有故（2005年）
- ミスター主婦クイズ王（2005年）
- 恋の罠（2006年）
- 殴打誘発者たち（2006年）
- 愛するときに話すこと（2006年）
- 目には目、歯には歯（2008年）
- 白夜行 白い闇の中を歩く（2009年）
- 2階の悪党（2010年）
- ベルリンファイル（2013年）
- パパロッティ（2013年）
- 尚衣院-サンイウォン-（2014年）
- 監獄の首領（2017年）
- 悪の偶像（2019年）
- 世宗大王 星を追う者たち（2019年）

### テレビドラマ
- われらの天国（1991年、MBC）
- 黎明の瞳（1991年-1992年、MBC）
- 息子と娘（1992年、MBC）
- パイロット（1993年、MBC）
- ソウルの月（1994年、MBC） - ホンシク役
- 彼らだけの部屋（1994年、MBC）
- 挑戦（1994年、MBC）
- ホテル（1995年、MBC）
- 根の深い木 -世宗大王の誓い-（2011年、SBS） - イ・ド（世宗）役
- 秘密の扉（2014年、SBS） - 英祖役
- 浪漫ドクター キム・サブ（2016年-2017年、SBS） - キム・サブ／プ・ヨンジュ役
- ウォッチャー 不正捜査官たちの真実（2019年、OCN） - ト・チグァン役
- 浪漫ドクター キム・サブ2（2020年、SBS） - キム・サブ／プ・ヨンジュ役
- 浪漫ドクター キム・サブ3（2023年、SBS） - キム・サブ／プ・ヨンジュ役[2]

## エピソード
無名時代のキム・ギドク監督デビュー作品『鰐』（1996年）への出演をキャンセルしたが、後年、そのことを酒の席などでよく悔やんでいたという（日本では『ワイルド・アニマル』（1997年）という説もある）。